# Malcolm Kreps
Malcolm Mandela Carreira Kreps (* 11. Oktober 2001) ist ein luxemburgischer Basketballspieler.

## Werdegang
Der Sohn einer portugiesischen Mutter sowie des US-amerikanischen Basketballspielers und -trainers Alexis Kreps spielte in Luxemburg für den BBC Sparta Bertrange und für den BBC Résidence Walferdange. In Walferdange war Vater Alexis sein Trainer.
2023 nahm Kreps ein Angebot der Den Helder Suns aus den Niederlanden an. Vor ihm hatten bereits seine Landsleute Alex Laurent und Ben Kovac für den Verein gespielt. Im August 2025 gab der spanische Drittligist CB Peñas Huesca Kreps’ Verpflichtung bekannt.

### Nationalmannschaft
Kreps war luxemburgischer Jugendnationalspieler und gab während der Saison 2020/21 seinen Einstand in der Herrennationalmannschaft.